# Bojos pel surf
Bojos pel surf (títol original en anglès Surf's Up) és una pel·lícula d'animació produïda per Sony Pictures Animation estrenada el 2007 per Columbia Pictures. Està dirigida per Ash Brannon (el co-director de Toy Story 2) i Chris Buck (el director de Tarzan). Aquesta pel·lícula ha estat doblada al català.

## Argument[calcitació]
Els pingüins, que com tothom sap van inventar el surf, s'enfronten en una arriscada i espectacular competició: la «Copa del Món de Surf de Pingüins». L'adolescent pingüí Rockhopper, Cody Maverick, és un surfer prometedor que participa en una primera competició professional. Seguit per un equip de càmera per documentar les seves experiències, Cody deixa la seva família i llar a Shiverpool, Antàrtida, per viatjar a l'illa de Pen Gu per al Campionat de Surf en Memòria de Big Z. En el camí, Cody coneix el surfer de Sheboygan, Chicken Joe, el famós promotor de surf Reggie Belafonte, el caçatalents de surf Mikey Abromowitz, i l'enèrgica vigilant Lani Aliikai, que reconeixen la passió d'en Cody pel surf, encara que en ocasions estigui una mica mal canalitzat. Cody creu que aquesta voluntat per guanyar li donarà l'admiració i el respecte que desitja, però quan inesperadament s'enfronta amb un vell surfer acabat, en Cody comença a trobar el seu propi camí.
És una paròdia dels documentals de surf, com The Endless Summer i Riding Giants.

## Repartiment
| Personatge/s                 | Veu a la versió original | Veu a la versió en català                                                                          |
| ---------------------------- | --- | -------------------------------------------------------------------------------------------------- |
| Cody Maverick                | Shia LaBeouf | Lluís Jutglar                                                                                      |
| Zeke 'Big Z' Topanga / Friki | Jeff Bridges | Juan Antonio Bernal                                                                                |
| Lani Aliikai                 | Zooey Deschanel | Paula Ribó                                                                                         |
| Chicken Joe                  | Jon Heder | José Posada                                                                                        |
| Reggie Belafonte             | James Woods | Pep Anton Muñoz                                                                                    |
| Tank Evans                   | Diedrich Bader | Alfonso Vallés                                                                                     |
| Mikey Abromowitz             | Mario Cantone | Aleix Estadella                                                                                    |
| Kelly                        | Kelly Slater | Jordi Hurtado                                                                                      |
| Rob                          | Rob Machado | Claudi Domingo                                                                                     |
| Locutor SPEN                 | Sal Masekela | Xavi Torres                                                                                        |
| Cineasta 1                   | Ash Brannon | Norbert Ibero                                                                                      |
| Cineasta 2                   | Chris Buck | Eduard Doncos                                                                                      |
| Glen Maverick                | Brian Posehn | Santi Lorenz                                                                                       |
| Edna Maverick                | Dana Belben | Aurora García                                                                                      |
| Arnold                       | Reed Buck | Kai Stroink                                                                                        |
| Kate                         | Reese Elowe | Ania Posada                                                                                        |
| Taqueta (Smudge)             | Jack P. Ranjo | Lu Posada                                                                                          |
| Ivan                         | Matthew W. Taylor | Carles Vicente                                                                                     |
| (Altres veus)                | Bob Bergen Jillian Bowen Johanna Braddy John Cygan Courtnee Draper Bill Farmer Andy Fischer-Price Teresa Ganzel Jess Harnell Jesse Head Sherry Lynn Danny Mann Mickie McGowan Alec Medlock Laraine Newman Jan Rabson Meagan Smith Marisa Theodore Crawford Wilson Jacob Zachar | Sílvia Llorente Teresa Soler David Brau Pep Papell José María Neguillo Roger Sàbat Joaquim Rossell |

## Banda sonora[calcitació]
La banda sonora oficial està formada per les següents cançons, incloses a un disc publicat per Sony:
| #  | Cançó                                  | Artista                        |
| -- | -------------------------------------- | ------------------------------ |
| 1  | "Reggae Got Soul"                      | 311                            |
| 2  | "Drive"                                | Incubus                        |
| 3  | "Stand Tall"                           | Dirty Heads                    |
| 4  | "Lose Myself"                          | Lauryn Hill                    |
| 5  | "Just Say Yes"                         | Ken Andrews                    |
| 6  | "Forrowest"                            | Forro In the Dark              |
| 7  | "Pocket Full Of Stars"                 | Nine Black Alps                |
| 8  | "Into Yesterday"                       | Sugar Ray                      |
| 9  | "Big Wave"                             | Pearl Jam                      |
| 10 | "Wipe Out"                             | Big Nose                       |
| 11 | "Run Home (Instrumental)"              | Priestess                      |
| 12 | "What I Like About You"                | The Romantics                  |
| 13 | "You Get What You Give"                | The New Radicals               |
| 14 | "Hawaiian War Chant (Ta-Hu-Wa-Hu-Wai)" | Bob Wills & His Texas Playboys |

Dues cançons de Green Day, Welcome to Paradise i Holiday sonen a la pel·lícula però no estan incloses a la banda sonora oficial.